# Ptinus anchoralis
Ptinus anchoralis là một loài bọ cánh cứng trong họ Ptinidae. Loài này được Lea miêu tả khoa học năm 1913.